# 804年
| 千纪： | 1千纪                                                                                           |
| 世纪： | 8世纪 \| 9世纪 \| 10世纪                                                                        |
| 年代： | 770年代 \| 780年代 \| 790年代 \| 800年代 \| 810年代 \| 820年代 \| 830年代                       |
| 年份： | 799年 \| 800年 \| 801年 \| 802年 \| 803年 \| 804年 \| 805年 \| 806年 \| 807年 \| 808年 \| 809年 |
| 纪年： | 甲申年（猴年）；唐貞元二十年；南诏上元二十一年；日本延曆二十三年；渤海国正曆十年                |

## 大事记
- 查理曼自772年始与诸萨克森战，本年为第18次。此次为查理曼最后一次御驾亲征，将萨克森人赶出了诺达尔滨加（荷尔斯泰因）。62岁的查理曼疾病缠身，开始偃武修文，专心制订法律。
- 橘逸勢、最澄與空海一同擔任遣唐使至中國留學。